# Abd al Malik
Abd al Malik, pseudonimo di Régis Fayette Mikano (Parigi, 14 marzo 1974), è un rapper francese.

## Biografia
Abd al Malik è nato a Parigi, da padre proveniente dalla Repubblica del Congo. Tra il 1977 e il 1981, ha vissuto con la sua famiglia a Brazzaville, al suo ritorno in Francia ha vissuto a Strasburgo. Dopo il divorzio tra i suoi genitori, ha vissuto solo con la madre e i suoi fratelli e sorelle. Da bambino, cantava nel coro della Chiesa. Una volta arrivato all'università, forma i N.A.P., gruppo formato da suo fratello maggiore e suo cugino, un gruppo Rap Francese. Con i N.A.P. pubblica l'album La Racaille Sort 1 Disque nel 1996, La Fin du monde nel 1998 e À L'Intérieur De Nous nel 2000, inoltre ha all'attivo i seguenti album solisti: Le Face à face des cœurs, Gibraltar, Dante, Château Rouge e Scarifications (chi contiene tra gli altri la canzone Daniel Darc in cui rende ommagio al cantate del gruppo Taxi Girl secondo a un'intervista in Alcaline (France 2, novembre 2015)).

## Discografia
- Le Face à face des cœurs (2004)
- Gibraltar (2006)
- Dante (2008)
- Château Rouge (2010)
- Scarifications (2015)

con i N.A.P.
- La Racaille Sort 1 Disque (1996)
- La Fin du monde (1998)
- À L'Intérieur De Nous (2000)